# Bocconia vulcanica
Bocconia vulcanica là một loài thực vật có hoa trong họ Anh túc. Loài này được Donn.Sm. mô tả khoa học đầu tiên năm 1891.